# Alto Vinalopó
El Alto Vinalopó (en catalan : L'Alt Vinalopó) est une comarque de la province d'Alicante, dans la Communauté valencienne, en Espagne. Son chef-lieu est Villena.

## Communes
- Beneixama
- Biar
- Camp de Mirra
- Cañada
- Salinas
- Sax
- Villena
- Caudete, cette commune lui appartient géographiquement, mais elle n'y compte pas pour l'administration.

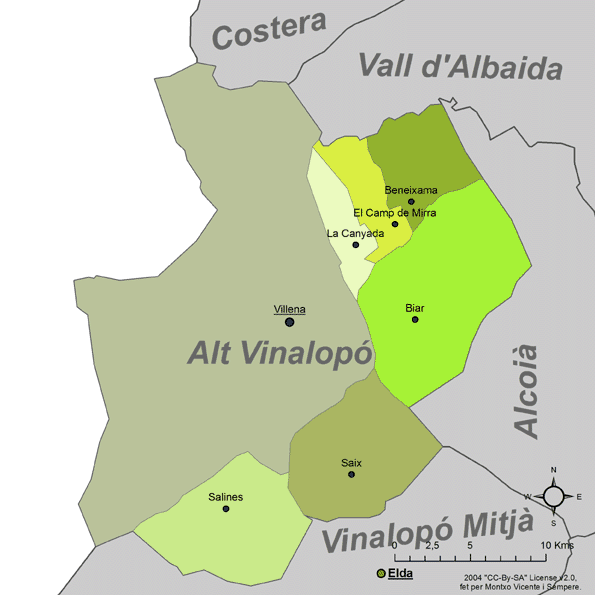
Communes de l'Alt Vinalopó